# Vzpenjača Montmartre
Vzpenjača Montmartre (francosko Funiculaire de Montmartre) je tirni prometni sistem, ki oskrbuje sosesko Montmartre v Parizu v Franciji v 18. okrožju. Sistem, ki ga upravlja RATP, pariški prometni organ, je bil odprt leta 1900; v celoti je bila obnovljena leta 1935 in ponovno leta 1991.
Sistem je le po imenu vzpenjača. Njen uradni naziv, Montmartre Funicular, je ostanek njene prejšnje konfiguracije, kjer so njeni vagoni delovali v uravnoteženem, medsebojno povezanem paru, ki se je vedno usklajeno premikal v nasprotnih smereh, s čimer je ustrezal definiciji vzpenjače. Sistem zdaj uporablja dve neodvisno delujoči kabini, od katerih se lahko vsaka dvigne ali spusti na zahtevo, kar se šteje za dvojno nagnjeno dvigalo, v svojem naslovu ohrani izraz vzpenjača kot zgodovinsko referenco.
Sistem prevaža potnike med vznožjem Montmartra in njegovim vrhom, do bližnje bazilike Sacré-Cœur in vzporedno s sosednjimi stopnišči ulice Rue Foyatier. Na dolžini 108 m se kabini povzpneta 36 m v manj kot minuti in pol in prepeljeta dva milijona potnikov na leto.

## Zgodovina
Pariška mestna vlada je leta 1891 glasovala za izgradnjo prometnega sistema Montmartre. Sprva je bila operacija dodeljena podizvajalcu Decauvillu prek koncesije, ki se je končala leta 1931. Nato je nadzor prevzela družba Société des transports en commun de la région parisienne (STCRP), ki je bila nacionalizirana skupaj s Compagnie du chemin de fer métropolitain de Paris (CMP) v ustanovitev Régie autonome des transports parisiens (RATP), ki nadaljuje danes z obratovanjem vzpenjače.
Prvotni sistem je bil v nasprotju s sedanjim v resnici vzpenjača z dvojnimi protiutežnimi in med seboj povezanimi kabinami. V primeru zasnove Montmartre je sistem vodnih mehov na krovu s 5 m³ mogoče napolniti ali izprazniti za premikanje kabin in kompenzacijo obremenitve potnikov. Leta 1935 je bil sistem spremenjen na elektriko. Sistem je RATP v letih 1990–1991 popolnoma obnovil kot dvojna neodvisno delujoča poševna dvigala.
Sistem je bil zaprt po manjši nesreči med testiranji RATP decembra 2006. Ponovno je bil odprt julija 2007.

### Kronologija
- 5. junij 1891: Odločitev o vzpostavitvi vzpenjače na Montmartru
- 12. ali 13. julij 1900: otvoritev prve vzpenjače na vodni pogon
- 1. november 1931: Zaprtje vodne vzpenjače
- 2. februar 1935: Odprtje električne vzpenjače
- 1. oktober 1990: Zaprtje vzpenjače zaradi druge obnove
- 5. oktober 1991: Odprtje sodobnega poševnega dvigala, ki je obdržalo ime »vzpenjača«.
- 7. december 2006: Nesreča med preizkusom zavorne obremenitve, brez potnikov.

## Trenutni sistem
Sistem z električno vleko, ki ga je izdelala skupina Schindler, je začel delovati 1. junija 1991. Ima dve kabini s šestdesetimi mesti, ki vozita po dveh ločenih, vzporednih tirih z uporabo mednarodne standardne tirne širine 1435 mm. Ima zmogljivost 2000 potnikov na uro v vsako smer. Vožnja v obe smeri, ki pokriva navpično razdaljo 36 m na razdalji proge 108 m, traja manj kot 90 sekund in se vzpenja ali spušča po naklonu do 35,2 % (malo bolj strm kot 1:3).
Tehnologija proge Montmartre se od vzpenjače razlikuje po tem, da uporablja neodvisno delujoči kabini, ki sta bolj povezani s standardnimi dvigali gor-dol, od katerih je vsaka opremljena s svojo protiutežjo. Tudi kabine vzpenjače so po definiciji razporejeni v uravnovešenih, med seboj povezanih parih, ki se premikajo usklajeno. Sistem Montmartre zdaj omogoča, da vsaka kabina deluje neodvisno, z lastnim dvigalom in kabli. Prednosti te ureditve vključujejo možnost, da ena kabina ostane v uporabi med vzdrževanjem druge. Prav tako se lahko dvigneta obe kabini hkrati (običajno več potnikov uporablja sistem za vzpon kot za spust), pri čemer kabine vzpenjače vozijo vedno v nasprotnih smereh.
Prozorne postaje je zasnoval arhitekt François Deslaugiers, kabine pa Roger Tallon, ki je oblikoval tudi vagone TGV Atlantique. Strehe kabine so delno zastekljene, kar omogoča pogled med prevozom.
Spodnja postaja je med Place Saint-Pierre in Place Suzanne-Valadon, zgornja pa na Rue du Cardinal-Dubois.